# Oaxacakolibrie
De oaxacakolibrie (Eupherusa cyanophrys) is een vogel uit de familie Trochilidae (kolibries). De vogel werd in 1964 geldig als nieuwe soort beschreven. Het is een bedreigde, endemische vogelsoort uit Midden-Mexico. 

## Kenmerken
De vogel is 11 cm lang en opvallend bijna geelgroen gekleurd. Het mannetje heeft een blauwgroen petje en is wit op de onderstaartdekveren en buitenste staartpennen. Het vrouwtje mist het blauwgroene petje, heeft een grijze oorstreek en een klein wit vlekje achter het oog. Beide geslachten zijn roodbruin op de bovenvleugel en hebben donkere handpennen.

## Verspreiding en leefgebied
Deze soort is endemisch in het zuidelijke deel van Midden-Mexico. Het leefgebied bestaat uit nevelwoud, voornamelijk op hoogten tussen 1300 en 1950 m boven zeeniveau.

## Status
De oaxacakolibrie heeft een beperkt verspreidingsgebied en daardoor is de kans op uitsterven aanwezig. De grootte van de populatie werd in 2018 door BirdLife International geschat op 600 tot 1700 individuen en de populatie-aantallen nemen af door habitatverlies. Het leefgebied wordt sinds de jaren 1960 aangetast door ontbossing, waarbij natuurlijk bos wordt omgezet in maïsakkers of wordt bestemd voor citrusvruchtenteelt. Om deze redenen staat deze soort als bedreigd op de Rode Lijst van de IUCN.